# Пяст

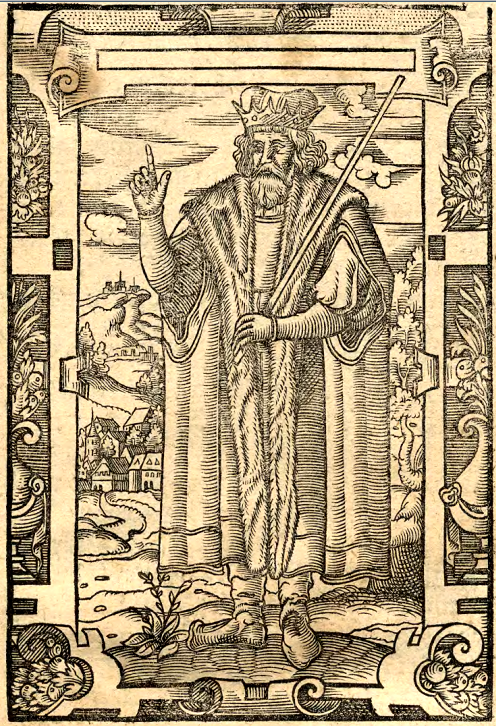
Пяст. Изображение из труда Яна Глуховского «Образы князей и королей польских», 1605

Пяст (пол. Piast) — легендарный предок династии Пястов. Согласно Хронике Галла Анонима, Пяст был сыном бедного пахаря Котышко. У него была жена Жепиха (Репка) и сын Земовит.

## Биография
«Хроника Галла Анонима» является единственным ранним историческим источником, в котором содержится предание о происхождении династии Пястов. Согласно Хронике, князь полян Попель II устроил пир в честь пострижения своих двоих сыновей. Неожиданно без приглашения на пир пришли двое чужеземцев, которых не только не пустили за стол, но и отогнали от Гнезно — столицы полян, в которой и проводился праздник. Чужеземцы отправились прочь из города и в пригороде случайно встретили пахаря князя, который пригласил их в дом. Оценив гостеприимство хозяина, гости сказали ему «Пусть наш приход будет вам на радость и вы получите от нас избыток благополучия, а в потомстве честь и славу». Пяст, как и Попель, также проводил пир в честь пострижения своих сыновей. Гостеприимный хозяин пригласил странников за стол и разделил с ними трапезу, хотя и был бедняком. Еды и питья не должно было хватить с избытком, но случилось чудо: пиво в бочонке не кончалось, а заколотого поросёнка хватило, чтобы наполнить десять мисок, что также вызвало удивление хозяина. Осознав чудо, Пяст и Жепиха, предварительно посовещавшись с гостями, решили пригласить на пир князя и всех его гостей. Когда пир начался, чужеземцы совершили обряд пострижения сына Пяста и дали ему имя Земовит. Возмужав, Земовит изгнал Попеля и сам стал князем полян. Хотя существование Земовита и ставится под сомнение, многие авторитетные исследователи склоняются в пользу его историчности.

### Позднейшие легенды

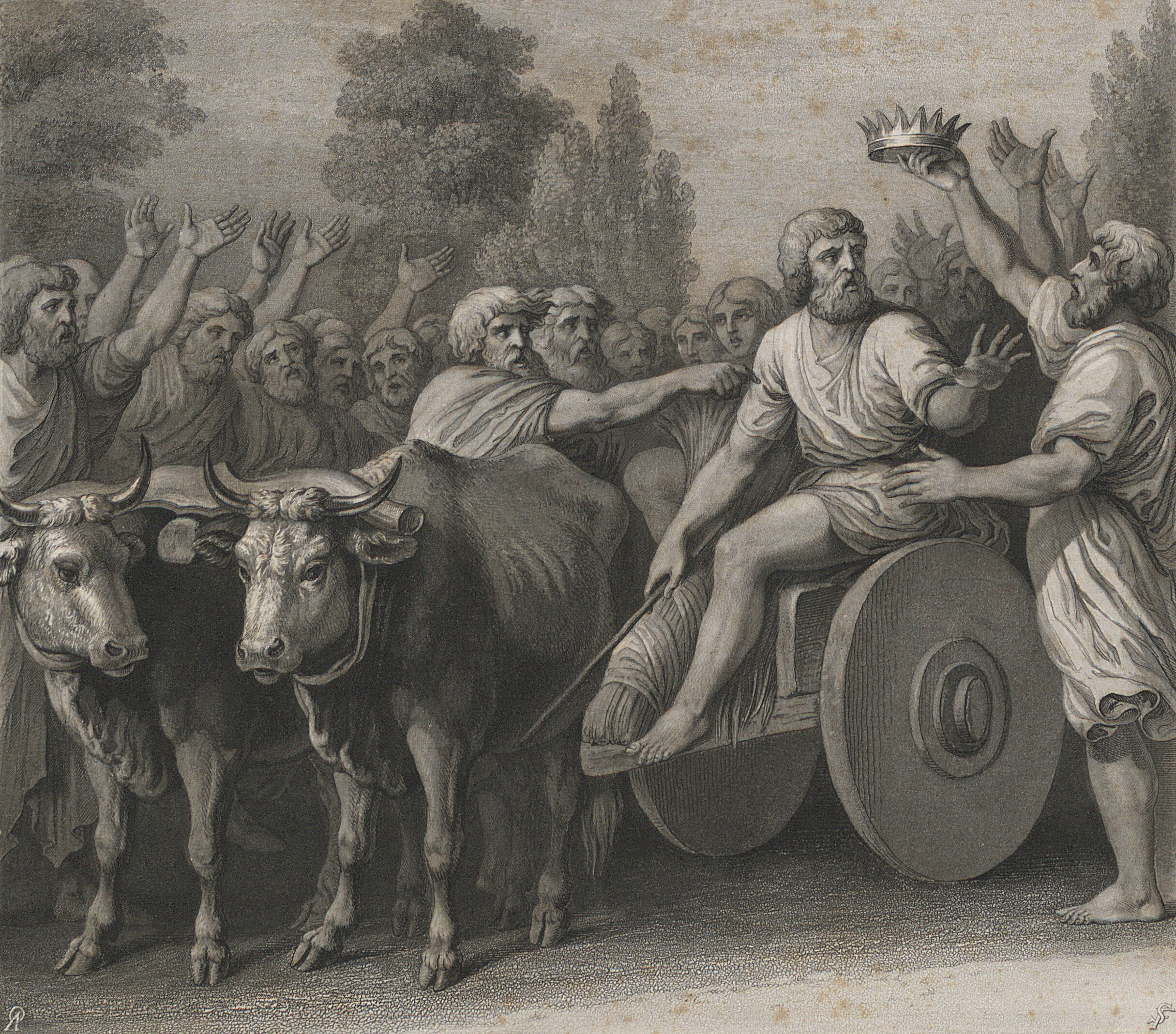
Антоний Олещинский. Избрание Пяста на княжение, XIX век

Записанное Галлом Анонимом предание о Пясте было без существенных изменений воспроизведено и в хронике Винцентия Кадлубка. Первое значительное дополнение к нему относится только к началу XIV века и содержится в Хронике Дзежвы, согласно которой таинственные гости Пяста были не кем иным, как ангелами Иоанном и Павлом.
В Великопольской хронике действие перенесено из Гнезно в Крушвицу, причём избрание князя состоялось во время второго появления чужеземцев, которые только тогда сотворили чудо, умножив еду и питьё. Князем же был избран не Земовит, а сам Пяст, по Хронике называвшийся так потому, что «ростом был мал, но крепок телом и красивой наружности». Эта версия была повторена Длугошем, который добавил, что избрание Пяста на княжение происходило в условиях вторжения соседей после смерти Попеля, и ошибочно датировал эти события 954 или 964 годом. Также Длугош приводит рассказ о переносе столице из Крушвицы в Гнезно. Согласно хронисту, Пяст умер в возрасте 120 лет, не сумев, однако, восстановить государство в границах, существовавших до раздела княжества между детьми Лешека III.
Мартин Бельский повторил рассказ Длугоша, добавил сведения о том, что Пяст был бортником или колесником. Согласно Бельскому, после смерти Попеля князем было решено избрать того, кто первым окажется на другой стороне озера. В это время Пяст возвращался с пасеки, расположенной на другой стороне озера, благодаря чему и был избран на княжение. К сведениям Длугоша о смерти Пяста в возрасте 120 лет, Бельский добавил, что его правление длилось 50 лет, а избрание состоялось в 842 году.

## Пяст как символ

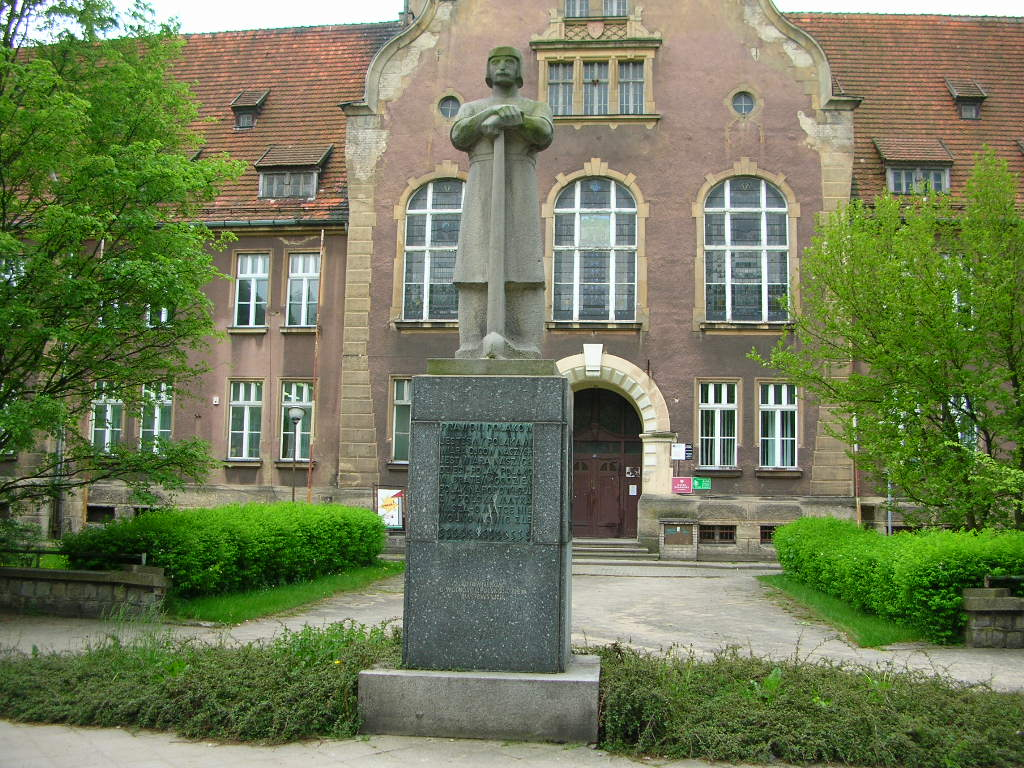
Памятник Пясту в Злотуве

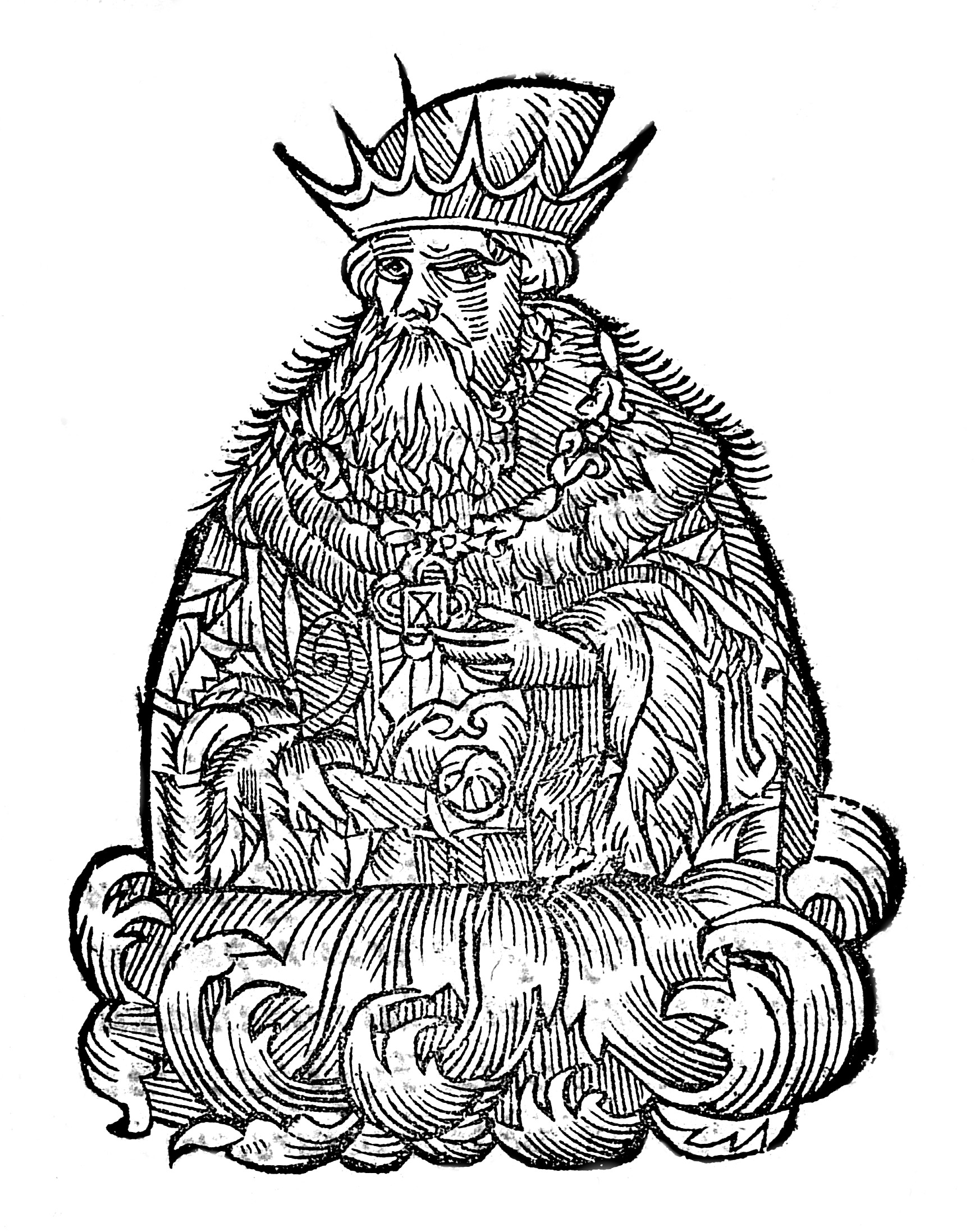
Гравюра с изображением Пяста из «Описания Европейской Сарматии» Александра Гваньини, 1581

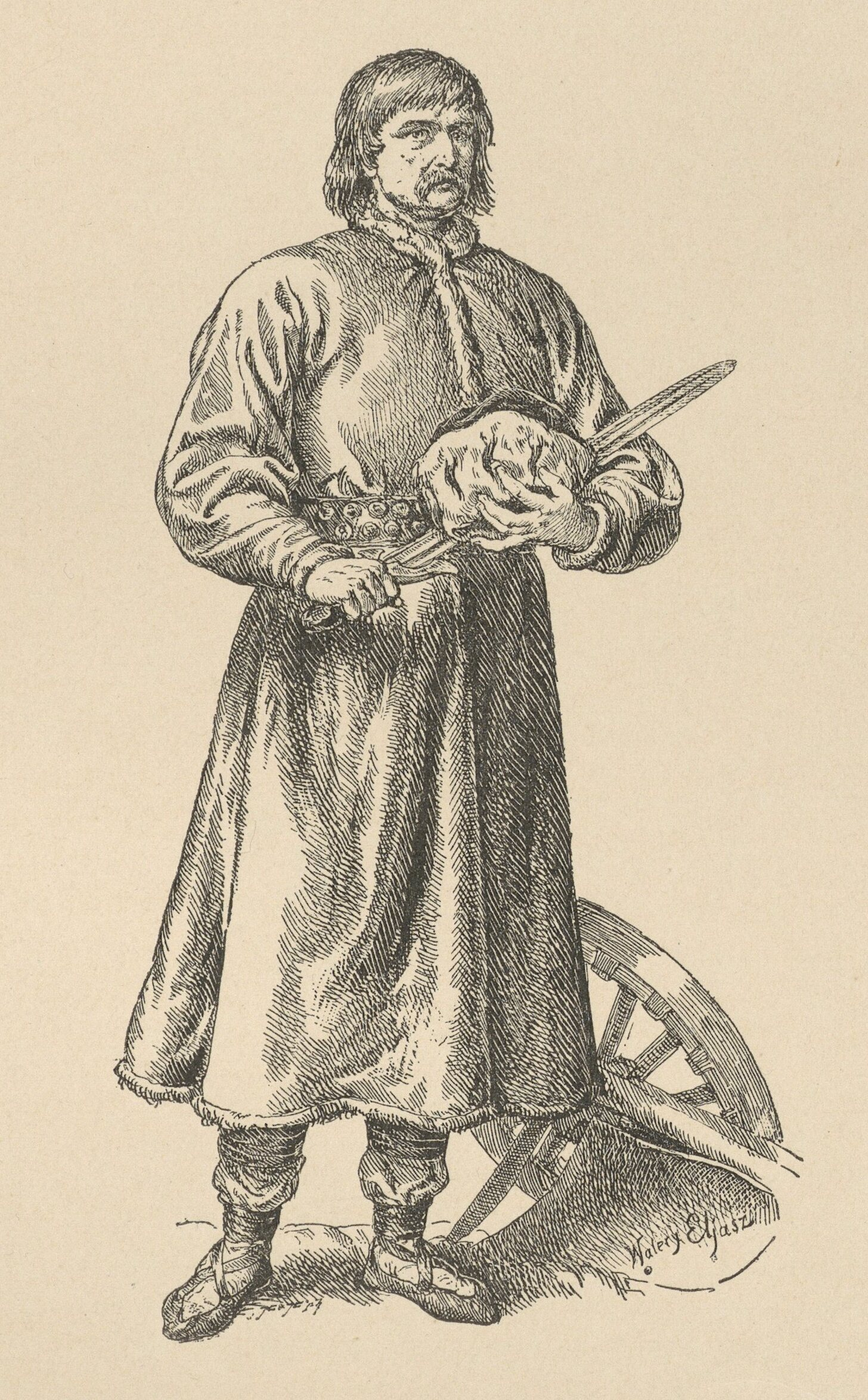
Валерий Эльяш-Радзиковский. Пяст, рисунок второй половины XIX века

Во время расцвета идеологии сарматизма и шляхетской демократии в Польше образ Пяста стал восприниматься как синоним «польскости» и идеалов пасторализма (сельского уклада жизни). Особенно часто шляхта прибегала к этому образу во время выборов монарха, требуя избрания «Пяста», то есть поляка, в отличие от иностранных кандидатов.
В эпоху Просвещения образ Пяста стал символом «честного предка», действующего на благо государства не силой оружия, а тяжёлой работой. Идеальным «пястом» представал Казимир Великий. Во времена расцвета романтизма Пяст стал синонимом «польскости», идеалом добродетели и символом демократизма. Образ Пяста — счастливого крестьянина стал популярен в период Молодой Польши. Образ Пяста также активно эксплуатировался польскими левыми силами, что нашло отражение в названии Польской крестьянской партии «Пяст».

## Образ в историографии
С течением времени образ Пяста в польской историографии претерпевал значительные изменения. В XIX веке была популярна версия о том, что Пяст был майордомом князя Попеля. Считалось даже (по версии, предложенной Тадеушем Войцеховским), что слово «пяст» было не именем, а названием должности, происходящим от слова «пестовать». В качестве аналогии приводилось правление Пипина Короткого, бывшего майордомом, что, однако, не помешало ему устранить последнего представителя королевской династии Меровингов и самому стать королём франков.
Позднее некоторые исследователи, такие как, например, Казимир Шляский и Генрик Ловмянский, видели в предании о Пясте отображение установления власти полян над гоплянами.
В изданном в 1986 году труде «Предание о Пясте и Попеле» Яцек Банашкевич предложил трактовать свидетельства о Пясте-пахаре в рамках теории трёх функций Жоржа Дюмезиля в качестве героя-символа третьей (земледельческой) функции.

## Образ в культуре

### Пяст в кинематографе
- Когда Солнце было Богом (2003) — Даниэль Ольбрыхский